# Bedrock City (Dakota do Sul)

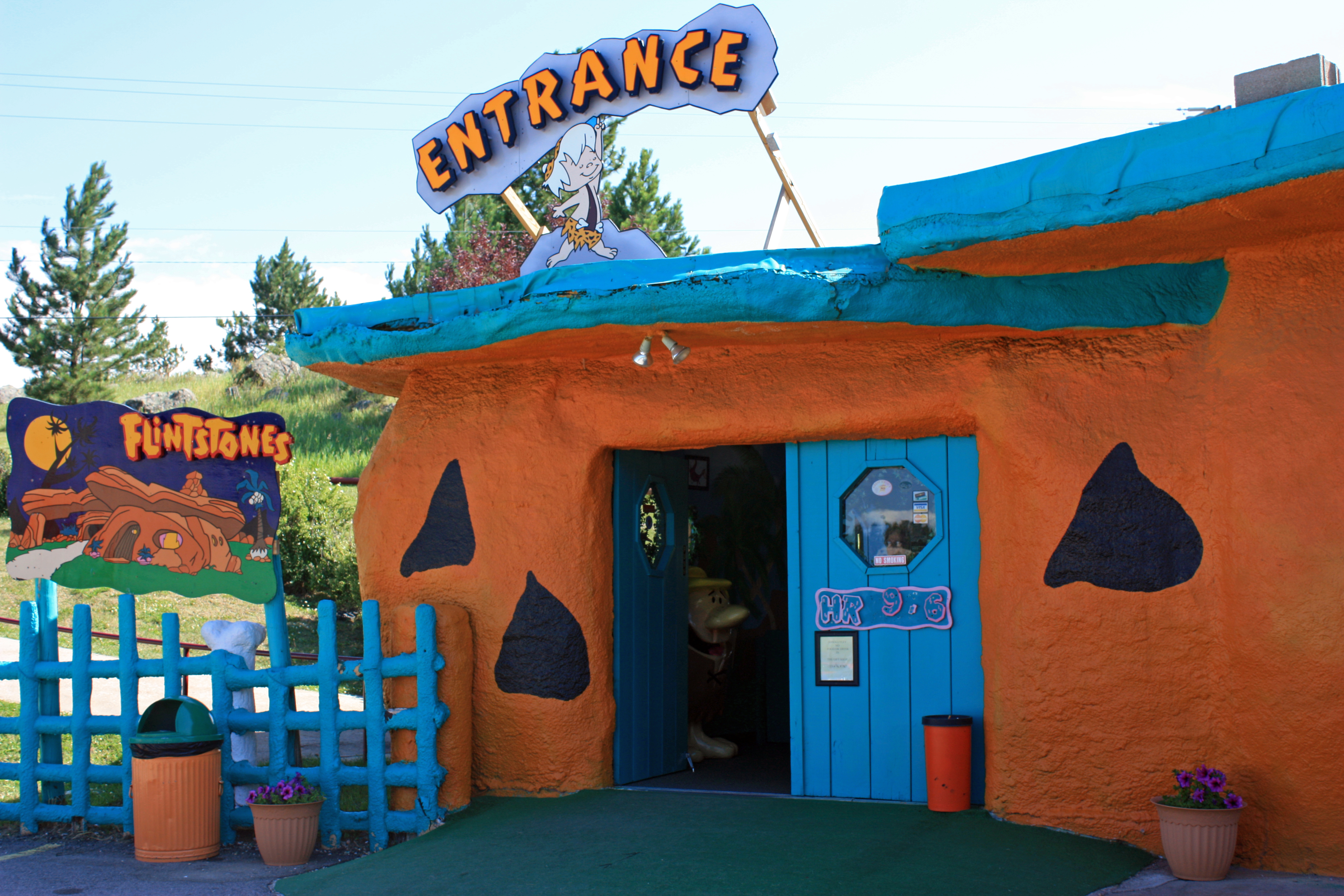
Entrada para Bedrock City

Flintstones Bedrock City foi um parque temático e acampamento criado em Custer, Dakota do Sul nas Black Hills que apresenta edifícios e personagens inspirados na Bedrock da série de desenho animado The Flintstones. A instalação foi inaugurada em 1966, e foi fechada em 2015.
O acampamento foi reaberto como Buffalo Ridge Campground Resort. Em julho de 2019, eles retiraram todos os itens de Flintstones.    

## Descrição

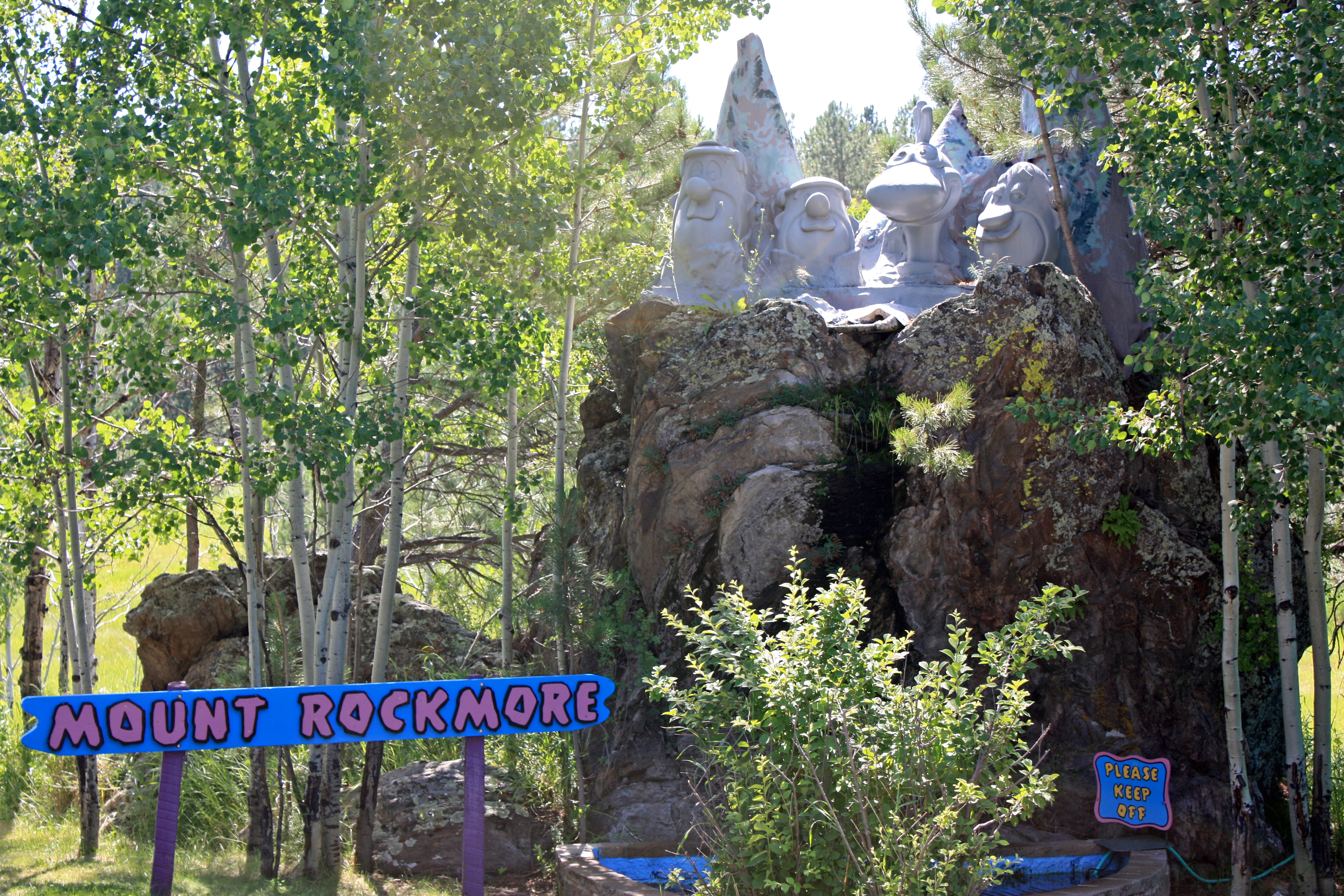
Mount Rockmore

### Área de Diversões
A entrada do parque incluía uma grande loja de presentes, um restaurante drive-in com "Brontoburgers" e uma estátua de Dino de 6 metros de altura com vista para a entrada. Depois de entrar no parque, os visitantes podem pegar um trem em miniatura da década de 1880 que leva os visitantes a uma fachada ocidental, através do Dinosaur Canyon, ao redor do parque e retorna ao depósito depois de passar por um vulcão chamado Monte. St. Wilma. A prefeitura de Bedrock recebeu os visitantes da cidade pré-histórica, que inclui as casas dos Flintstones, Rubbles, Slate e Granitebilt. Outras características incluíam um cinema, teatro (com um show do Flintstone Trio: Fred, Wilma e Dino), estação de rádio, companhia telefônica, supermercado, departamento de polícia, consultório de dentista, salão de beleza, raspador de pedra, corpo de bombeiros, Water Buffalo lodge, garagem automática e prédios de bancos. Os interiores foram decorados no estilo do show e apresentavam personagens esculpidos e animados que viviam no dia a dia em Bedrock. Uma característica em uma extremidade da Main Street era o Monte. Rockmore, uma réplica do Monte Rushmore com as cabeças de Fred, Barney, Dino e Sr. Granitebilt esculpidos em uma colina. O parque também tinha um grande parque infantil com várias atividades.

### Área de acampamento
O acampamento estava escondido atrás do parque e incluía uma piscina, lavanderia / fliperama, supermercado, golfe, parque infantil, casas de banho, cabanas de acampamento e muitos parques de campismo. 